# 赤い夕陽の三度笠
「赤い夕陽の三度笠」は、1968年8月5日に発売された橋幸夫の100枚目のシングルである（SV-744）。

## 概要
- 潮来笠でデビューした橋幸夫は、多くの股旅ものを発表し、その大半は恩師にあたる作詞家佐伯孝夫、作曲家吉田正によって制作されたものである。本作も両者によって制作された股旅物で、シングルリリース100枚目にあたる。当時、橋自身はこのことは意識していなかったが、「佐伯。吉田両先生の股旅物という（橋にとって）基本中の基本ですから、100枚目の企画という意識は会社にはあったかもしれない」としている[1]。
- 著書のなかで「デビューして丸8年で100枚、自分で言うのはヘンですが、よくやって来たな」と回顧している[2]。
- 股旅物とはいえ、「ベースもエレキ・ベースの音」となっており、初期のものとは異なっている。潮来笠が♪=64、沓掛時次郎が♪=67に対して本作は♪=128となっている[3]。「8Beat Rock」と指定されていた「佐久の鯉太郎」に近い楽曲である。
- 潮来笠以来、何度か三味線で共演の静子とは、股旅ものでの共演は本作が最後となった。（最終共演は81年2月の『昭和音頭』）
- 橋はこの年の第19回NHK紅白歌合戦で2回目となる白組トリをつとめ、本作を歌唱。間奏では舟木一夫、西郷輝彦と立ち回りを演じている。
- c/wの「旅寝の子守唄」も佐伯、吉田による作品、こちらは旧来型の作品となっている

## 収録曲
1. 赤い夕陽の三度笠
作詞：佐伯孝夫、作・編曲：吉田正
2. 旅寝の子守唄 
作詞：佐伯孝夫、作・編曲：吉田正

## 共演
- 静子（三味線）～市丸妹～
- 豊寿（三味線）

## 収録アルバム
- 『颯爽!橋幸夫 股旅名曲集』（2005年3月9日）＜COLEZO！＞復刻版
- 『＜TWIN BEST＞』（1998年11月6日）
- 『股旅演歌ベスト＜潮来笠から子連れ狼まで＞』（1986年5月21日）
- 『吉田正　自撰77曲（下）』（1998年7月23日）

.....他